# Piotr Shafranov
Piotr Grigórievich Shafranov (en ruso: Пётр Григорьевич Шафранов; Bolshoye Frolovoye, Imperio ruso, 9 de enerojul./ 22 de enero de 1901greg. - Moscú, Unión Soviética, 4 de noviembre de 1972) fue un comandante militar soviético.
Reclutado en el Ejército Rojo en 1919, luchó en la guerra civil rusa como soldado de infantería. Durante la década de 1920 se convirtió en comandante subalterno en unidades de artillería y ocupó diversos puestos de estado mayor de artillería a finales de la década de 1930. Después del comienzo de la Operación Barbarroja, se le asignó un regimiento de artillería y, a finales de 1941, se convirtió en comandante de la artillería de la 249.º División de Fusileros, que posteriormente se convirtió en la 16.º División de Fusileros de la Guardia. Shafranov estuvo al mando de esta última división entre 1942 y 1943, para después, de 1943 a 1944, ser asignado como comandante al 36.º Cuerpo de Fusileros de la Guardia, luego al 5.º Ejército durante un breve período a finales de 1944 y finalmente comandó el 31.º Ejército desde enero de 1945. Por su liderazgo al frente del 31.º Ejército en la Ofensiva de Prusia Oriental, fue galardonado con el título de Héroe de la Unión Soviética. Después de la guerra, ocupó puestos de mando en las Fuerzas Nacionales de Defensa Aérea y terminó su carrera como representante del Comandante Supremo de las Fuerzas Armadas Unificadas de la Organización del Tratado de Varsovia en la República Popular de Hungría. Se jubiló en 1965.

## Biografía

### Infancia y juventud
Piotr Shafranov nació el 22 de enero de 1901 en el seno de una familia de campesinos rusos muy pobres, en la pequeña localidad rural de Bolshoye Frolovoye, en el Uyezd de Tetiushsky, de la gobernación de Kazán (actualmente situado en el raión de Buinsky en la República de Tartaristán en Rusia) en lo que en esa época era el Imperio ruso. Asistió a la escuela primaria en Tetiushi y en 1914 se mudó a Tsaritsyn, donde trabajó hasta 1917 como marinero y timonel en uno de los barcos que transportaban mercancías a través del Volga.
En octubre de 1919, durante la guerra civil rusa, fue reclutado por el Ejército Rojo, inicialmente fue enviado al 4.º Regimiento de Fusileros de Reserva en Kazán. Para ser posteriormente transferido al 112.º Regimiento de Fusileros de la 13.ª División de Fusileros, con el que luchó en el Frente Occidental contra las tropas letonas y finlandesas. Desde julio de 1920, se desempeñó como líder de escuadrón en el 131.° Regimiento de Fusileros de la 15.ª División de Fusileros. Con esta última unidad, combatió contra las tropas de la Guardia Blanca del barón Piotr Wrangel en la cabeza de puente de Kajovka, la Ofensiva del Norte de Taurida y la Operación Perekop-Chongar.

### Periodo de entreguerras
Después de la derrota de Wrangel, Shafranov fue asignado a una compañía de la 15.ª División de Fusileros en mayo de 1921. En septiembre de 1921, ingresó en el 6.º Curso de Artillería de Sarátov, después, entre mayo y noviembre de 1922, luchó como líder de escuadrón en el Frente de Turquestán contra la revuelta de los Basmachí con un destacamento de estudiantes de la academia. Al graduarse de los cursos en febrero de 1923, se convirtió en comandante de armas y asistente del comandante de pelotón en el batallón de artillería de la 44.ª División de Fusileros, que se encontraba estacionada en Zhitómir. En octubre de ese mismo año, se convirtió en comandante de pelotón y asistente del comandante de batería en el 99.º Regimiento de Artillería en Cherkasy. En 1926 se unió al Partido Comunista, en esa época conocido como Partido Obrero Socialdemócrata de Rusia (bolchevique).
A partir de octubre de 1926, estudió en la Escuela de Artillería de Kiev, antes de ser transferido a la Escuela de Artillería de Sumy, donde se desempeñó como starshiná de la batería de cadetes. Al graduarse en marzo de 1928, fue enviado al 56.º Regimiento de Artillería del Distrito Militar de Leningrado en Pskov, donde sirvió como comandante de batería y director de la escuela del regimiento.
Desde junio de 1930, estudió en la Academia Técnico Militar F.E. Dzerzhinski del Ejército Rojo (rebautizada en 1932 como Academia de Artillería F.E. Dzerzhinski del Ejército Rojo), después de graduarse en noviembre de 1934 se convirtió en adjunto (estudiante graduado) en la academia. Desde mayo de 1935 se desempeñó en la Dirección Principal de Artillería del Ejército Rojo (GRAU) como el ingeniero de la más alta calificación antes de convertirse en jefe de departamento en la dirección en septiembre de 1937. Desde julio de 1938, se desempeñó como jefe de sector y departamento en el Comité de Defensa del Consejo de Comisarios del Pueblo.

### Segunda Guerra Mundial
En julio de 1941, apenas un mes después del comienzo de la invasión alemana de la Unión Soviética, recibió el mando del 778.º Regimiento de Artillería de la 247.ª División de Fusileros del 31.º Ejército del Frente de Reserva. Desde octubre fue jefe de artillería de la 249.ª División de Fusileros, donde combatió con los 22.º y 4.º ejércitos de choque en los frentes de Kalinin y Noroeste. Entre enero y febrero de 1942 participó en sangrientas batallas en las áreas de Peno, Andreapol, Torópets y Vélizh, durante estas operaciones el Cuartel General del Alto Mando Supremo (Stavka) lo elogió por «organizar hábilmente la cooperación entre la artillería y la infantería y el apoyo de fuego de artillería», por lo que el 31 de enero de 1942 fue galardonado con la Orden de la Bandera Roja. Continuó en su puesto después de que la 249.ª se convirtiera en la 16.ª División de Fusileros de la Guardia en marzo.
El 16 de agosto, Shafranov, en ese momento coronel, se convirtió en comandante de la división y, el 27 de noviembre, fue ascendido al rango de mayor general. Hasta febrero de 1943, lideró la división en batallas defensivas en el área de Stáritsa como parte del 30.º Ejército del Frente Occidental. Durante marzo, participó en la Ofensiva Estratégica de Rzhev-Viazma, donde se distinguió por «organizar hábilmente el avance sobre las defensas enemigas» la división se abrió paso hasta el Volga, lo cruzó en movimiento y defendió una cabeza de puente en la orilla occidental en sangrientas batallas contra las tropas alemanas. Posteriormente, a mediados de 1943, integrado en el 11.º Ejército de la Guardia del Frente de Briansk, dirigió la división en la Operación Kutúzov y en las batallas de Karáchev y Gorodok. Por el «desempeño exitoso de las misiones de combate» en la Operación Kutuzov, recibió la Orden de Kutúzov de 2.do grado.
A principios de septiembre de 1943, fue nombrado comandante del 36.° Cuerpo de Fusileros de la Guardia, integrado en el 11.° Ejército de la Guardia en los frentes de Briansk, Segundo y Primer frentes bálticos y el Tercer Frente Bielorruso durante las ofensivas de 1943 y 1944. Por su «diestro liderazgo» del cuerpo a finales de junio de 1944 en la ofensiva de Vítebsk-Orsha (parte de la más amplia Operación Bagratión), durante la cual realizó una maniobra de flanco y capturó el cruce ferroviario de Orsha, fue galardonado con la Orden de Bohdán Jmelnitski de 2.do grado. En julio, durante la Ofensiva de Kaunas, el cuerpo cruzó el Neman y avanzó 50 kilómetros en tres días, capturando la ciudad lituana de Kalvarija. Fue ascendido a teniente general el 13 de septiembre.
El 16 de octubre de 1944, recibió el mando del 5.° Ejército del Tercer Frente Bielorruso, cargo que ocupó brevemente puesto que el 15 de diciembre fue nombrado comandante del 31.° Ejército del Primer Frente Ucraniano, se mantuvo en este puesto el resto de la guerra. Bajo su mando, el ejército luchó en la ofensiva de Prusia Oriental, donde capturó las ciudades alemanas de Schirwindt, Labiau, Wehlau y Tapiau, que cubrían los accesos a la ciudad fortificada de Königsberg. Continuando con la ofensiva, el ejército capturó Heiligenbeil, el último bastión alemán en la costa de laguna del Vístula (conocida en alemán como Frisches Haff) al sur de la ciudad, y completó la destrucción de las tropas alemanas rodeadas en Prusia Oriental durante marzo. El 19 de abril de 1945, por su «desempeño ejemplar de las misiones de combate del comando en el frente de lucha contra los invasores nazis y el coraje y heroísmo demostrado al mismo tiempo», recibió el título de Héroe de la Unión Soviética y la Orden de Lenin. Después de completar con éxito la destrucción de las tropas alemanas el 31.º Ejército fue trasladado apresuradamente al Primer Frente Ucraniano en Silesia donde participó en la ofensiva de Praga a principios de mayo.

### Posguerra
Después del final de la guerra, Shafranov continuó al mando del 31.º Ejército. En agosto de 1948, se graduó en los Cursos Académicos Superiores de la Academia Militar Superior del Estado Mayor de las Fuerzas Armadas de la URSS y se convirtió en comandante de las tropas de la Región de Defensa Aérea del Dombás. Después de comandar sucesivamente la Región de Defensa Aérea de Bakú desde junio de 1952 y la Región de Defensa Aérea de los Urales desde abril de 1954, estuvo al mando del Ejército de Defensa Aérea de los Urales entre 1954 y 1955, mientras se desempeñaba simultáneamente como subcomandante de las tropas del Distrito Militar de los Urales para la defensa aérea. A partir de mayo de 1955 se desempeñó como comandante adjunto de las tropas del Distrito Militar de Transcaucasia para la defensa aérea antes de convertirse en jefe del departamento de defensa aérea de la Academia Militar Superior de Voroshilov en julio de 1956. En diciembre de ese mismo año fue transferido para convertirse en jefe de la Academia de Comando Militar de Defensa Aérea de las Fuerzas Armadas, en 1958 fue ascendido a coronel general. Se convirtió en asesor militar en jefe del Ejército Popular Húngaro en noviembre de 1959. En agosto de 1961 se convirtió en representante del Comandante Supremo de las Fuerzas Armadas Unificadas de la Organización del Tratado de Varsovia en la República Popular de Húngría, puesto que ocupó hasta 1965 cuando se jubiló.
Fue diputado de la III Convocatoria del Sóviet Supremo de la Unión Soviética (1950-1954). Después de retirarse del ejército estableció su residencia en Moscú, donde murió el 4 de noviembre de 1972, siendo enterrado en el cementerio Novodévichi. Le sobrevivieron un hijo y una hija.

## Rangos militares
- Mayor general (27 de noviembre de 1942).
- Teniente general (13 de septiembre de 1944)
- Coronel general (18 de febrero de 1958).[9]

## Condecoraciones
A lo largo de su carrera militar Piotr Shafranov  recibió las siguientes condecoraciones:
Unión Soviética
- Héroe de la Unión Soviética (n.º 7418; 19 de abril de 1945)
- Orden de Lenin, dos veces (21 de febrero de 1945 y 19 de abril de 1945)
- Orden de la Bandera Roja, tres veces (31 de enero de 1942, 3 de noviembre de 1944 y 15 de noviembre de 1950)
- Orden de Suvórov de 2.do grado (27 de agosto de 1943)
- Orden de Kutúzov de 2.do grado (30 de enero de 1943)
- Orden de Bohdán Jmelnitski de 2.do grado (4 de julio de 1944)
- Medalla por el Servicio de Combate (28 de octubre de 1967)
- Medalla Conmemorativa por el Centenario del Natalicio de Lenin (1969)
- Medalla por la Victoria sobre Alemania en la Gran Guerra Patria 1941-1945 (1945)
- Medalla Conmemorativa del 20.º Aniversario de la Victoria en la Gran Guerra Patria de 1941-1945
- Medalla por la Conquista de Königsberg
- Medalla por la Liberación de Praga
- Medalla del 20.º Aniversario del Ejército Rojo de Obreros y Campesinos (1938)
- Medalla del 30.º Aniversario de las Fuerzas Armadas de la URSS (1948)
- Medalla del 40.º Aniversario de las Fuerzas Armadas de la URSS (1958)
- Medalla del 50.º Aniversario de las Fuerzas Armadas de la URSS (1968)

Otros países
- Orden del Imperio Británico
- Orden de la Bandera de la República Popular de Hungría
- Cruz de oro de la Orden Virtuti Militari

Fue nombrado Comandante Honorario de la Orden del Imperio Británico en 1943 junto con otros altos oficiales soviéticos; la condecoración de su cuello fue entregada por el embajador británico en la Unión Soviética, Archibald Clark Kerr, al comisario del pueblo de Asuntos Exteriores, Viacheslav Mólotov, en una ceremonia el 10 de mayo de 1944. Además un barco del Ministerio de la Flota Marítima y una calle en Buinsk (República de Tartaristán) recibieron su nombre.